# Herzekiah Andrew Shanu

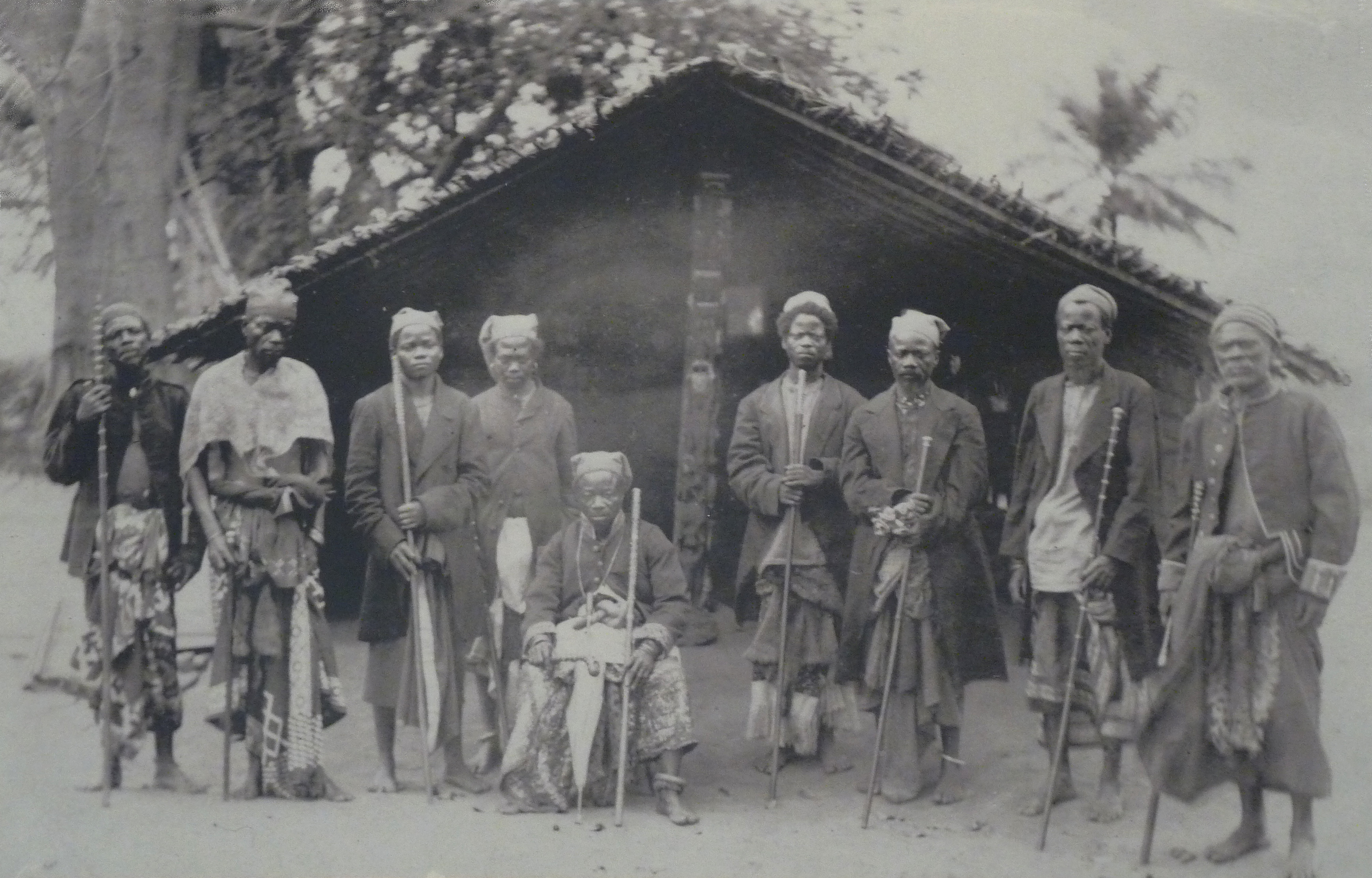
Herzekiah Andrew Shanu: Fotografie devíti starověkých králů Bomy, 1898, Královské muzeum střední Afriky

Herzekiah Andrew Shanu (1858 – červenec 1905) byl nigerijský fotograf uznávaný za svou účast v kampani proti zneužívání ve svobodném státě Kongo.

## Životopis
Herzekiah Andrew Shanu se narodil jako Joruba, původem z Lagosu na území dnešní Nigérie. Zpočátku se stal učitelem školy. Vzdělání získal na Gymnáziu Církevní misijní společnosti a později na Školním ústavu pro učitele, na jehož konci vystudoval učitelský obor. Několik let učil na základní škole v Lagosu. V roce 1884 však vstoupil do koloniálních služeb Svobodného státu Kongo jako úředník a povýšil do hodnosti okresního subkomisaře a francouzsko-anglického překladatele v kanceláři generálního guvernéra v Bomě. Usadil se v Bomě, tehdejším hlavním městě, otevřel si obchod se smíšeným zbožím a fotografické studio. V roce 1894 odcestoval do Antverp, aby se zúčastnil výstavy Exposition Internationale d'Anvers. Některé z jeho fotografií byly publikovány v Le Congo illustré. V roce 1900 prokázal svou loajalitu ke svobodnému státu Kongo tím, že podpořil úřady během vzpoury ze strany Force Publique.

## Vzdělání
Herzekiah Andrew Shanu získal vzdělání na Gymnáziu Církevní misijní společnosti a později ve Školicím institutu pro učitele, na jehož konci vystudoval jako učitel. Několik let učil na základní škole v Lagosu. V roce 1884 však vstoupil do koloniálních služeb Svobodného státu Kongo jako úředník.

## Aktivismus
V roce 1903 Shanu poskytl Rogerovi Casementovi informace týkající se zneužívání západoafrických dělníků v Kongu, který ho obratem odkázal na novináře Edminda Dene Morela. Morel a Shanu si vyměňovali zprávy několik let, Shanu přeposílal mimo jiné soudní přepisy soudních procesů proti představitelům svobodného státu Kongo, které se ukázaly být velmi objevné. Při pokusu získat informace od policejního šéfa Bomy byl Shanu odhalen a v důsledku toho stíhán státními úředníky. Poté, co bylo zjištěno, že Shanu poskytl asociaci Kongo Reform Association důkazy o zvěrstvech v Kongu, bylo vládním zaměstnancům nařízeno bojkotovat jeho podniky. Utrpěl bankrot a v červenci 1905 spáchal sebevraždu.